# Pubinus tomentosus
Pubinus tomentosus là một loài bọ cánh cứng trong họ Scarabaeidae. Loài này được O.F.Muller miêu tả khoa học năm 1776.